# Budapest autóbuszvonal-hálózata 1949-ben
Budapest autóbuszvonal-hálózata 1949-ben átalakult, a Budapest Székesfővárosi Közlekedési Rt. helyett a Fővárosi Autóbusz Községi Vállalat vette át az autóbuszüzemet. 1949 szeptemberének végéig a fővárosi hálózat – még a Budapest Székesfővárosi Közlekedési Rt. üzemeltetésében, a Fővárosi Autóbusz Községi Vállalat alapítása előtti utolsó időszakban – az alábbi vonalakból állt:

## Autóbuszvonalak
| Viszonylat- jelzés | Útvonal                                                 |
| ------------------ | ------------------------------------------------------- |
| 1                  | Hermina út – Szabadság híd – Kelenföldi pályaudvar      |
| 2                  | Apponyi tér – Kossuth híd – Kiss János altábornagy utca |
| 3                  | Nyugati pályaudvar – Kossuth híd – Déli pályaudvar      |
| 5                  | Dózsa György út – Kossuth híd – Pasaréti tér            |
| 5A                 | Pasaréti tér – Deák tér                                 |
| 6                  | Nyugati pályaudvar – Margit híd – Flórián tér           |
| 7                  | Bosnyák tér – Szabadság híd – Karolina út               |
| 8                  | Apponyi tér – Szabadság híd – Farkasréti temető         |
| 9                  | József körút – Zalka Máté tér                           |
| 10                 | Móricz Zsigmond körtér – Andor utca                     |
| 11                 | Mártírok útja – Pusztaszeri körönd                      |
| 12                 | Boráros tér – Margit híd                                |
| 12A                | Rákóczi út – Széll Kálmán tér                           |
| 14                 | Keleti pályaudvar – Mátyásföld                          |
| 15                 | Boráros tér – Ferdinánd tér                             |
| 16                 | Széll Kálmán tér – Dísz tér                             |
| 17                 | Zalka Máté tér – Erdész utca                            |
| 18                 | Flórián tér – Bécsi út – Fővárosi vám                   |
| 18A                | Flórián tér – Bécsi út, izraelita temető                |
| 20                 | Keleti pályaudvar – Újpest, Szent István tér            |
| 22                 | Széll Kálmán tér – Budakeszi, Gyógyszertár              |
| 22B                | Széll Kálmán tér – Szanatórium                          |
| 23                 | Boráros tér – Pesterzsébet, Magyar utca                 |
| 24                 | Erzsébet királyné útja – Telepes utca – Bosnyák tér     |
| 25                 | Hősök tere – Rákospalota, Károlyi Sándor út             |
| 26                 | Blaha Lujza tér – Margit híd – Margitsziget             |
| 26A                | Pannónia utca – Margitsziget                            |
| 28                 | Széll Kálmán tér – Béla király út                       |
| 28A                | Széll Kálmán tér – Dániel út                            |
| 29                 | Kolosy tér – Kapy utca                                  |
| 34                 | Flórián tér – Pünkösdfürdő                              |
| 34A                | Flórián tér – Nánási út                                 |
| 36                 | Vörösmarty tér – Nagyvárad tér                          |
| 36A                | Nagyvárad tér – Ecseri út                               |
| 201                | Bosnyák tér – Rákosszentmihály, Cinkotai út             |
| 235                | Nagyvárad tér – Pestlőrinc, Béke tér                    |
| 240                | Móricz Zsigmond körtér – Budaörs                        |

## Rendkívüli járatok vonalai
| Viszonylat- jelzés | Útvonal                        |
| ------------------ | ------------------------------ |
| A                  | Vörösmarty tér – Lóverseny tér |
| O                  | Oktogon – Lóverseny tér        |

## Mai közterületnevek
A fenti táblázatokban szereplő közterületek, intézmények neve napjainkban:
| 1949-ben | napjainkban |
| -------- | ----------- |
|          |             |
|          |             |
|          |             |